# Gare de Montsûrs
La gare de Montsûrs est une gare ferroviaire française de la ligne de Paris-Montparnasse à Brest. Elle est située sur le territoire de la commune de Montsûrs, dans le département de la Mayenne en région Pays de la Loire.
En 2012, c'est une halte ferroviaire de la Société nationale des chemins de fer français (SNCF), desservie par des trains express régionaux TER Pays de la Loire, circulant entre les gares du Mans et de Rennes ou Laval.

## Situation ferroviaire

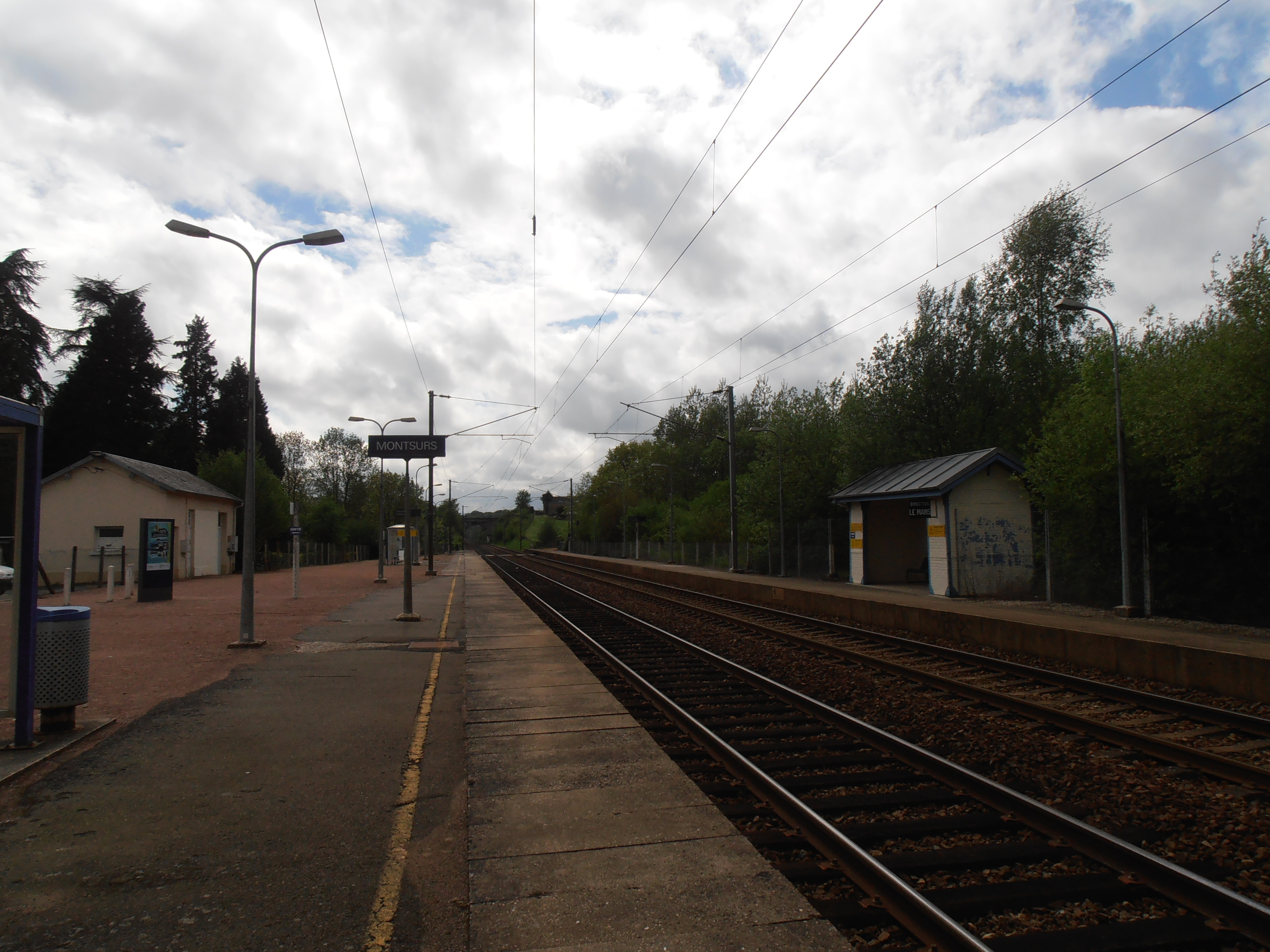
Les voies en direction de Laval en 2013

Établie à 78 m d'altitude, la gare est située au point kilométrique (PK) 281,443 de la ligne de Paris-Montparnasse à Brest, entre les gares ouvertes de Neau et Laval. En direction de Laval, s'intercalent les gares fermées de La Chapelle-Anthenaise et de Louverné.

## Service des voyageurs

### Accueil
Halte SNCF, c'est un point d'arrêt non géré (PANG) à entrée libre.

### Desserte
Neau est desservie par des trains TER Pays de la Loire, circulant entre les gares du Mans et de Rennes ou Laval.

### Fréquentation
De 2015 à 2023, selon les estimations de la SNCF, la fréquentation annuelle de la gare s'élève aux nombres indiqués dans le tableau ci-dessous.
| Année     | 2015   | 2016   | 2017   | 2018   | 2019   | 2020   | 2021   | 2022   | 2023   |
| --------- | ------ | ------ | ------ | ------ | ------ | ------ | ------ | ------ | ------ |
| Voyageurs | 39 516 | 43 528 | 45 273 | 40 391 | 29 501 | 12 317 | 16 191 | 25 367 | 32 715 |

### Intermodalité
Un parc pour les vélos et un parking pour les véhicules y sont aménagés.